# Marlborough (Nou Hampshire)
Marlborough és una població dels Estats Units a l'estat de Nou Hampshire. Segons el cens del 2000 tenia 2.009 habitants.

## Demografia
Segons el cens del 2000, Marlborough tenia 2.009 habitants, 829 habitatges, i 565 famílies. La densitat de població era de 38 habitants per km².
Dels 829 habitatges en un 29,2% hi vivien nens de menys de 18 anys, en un 56,3% hi vivien parelles casades, en un 0% dones solteres, i en un 31,8% no eren unitats familiars. En el 25,9% dels habitatges hi vivien persones soles el 9,7% de les quals corresponia a persones de 65 anys o més que vivien soles. El nombre mitjà de persones vivint en cada habitatge era de 2,42 i el nombre mitjà de persones que vivien en cada família era de 2,88.
Per edats la població es repartia de la següent manera: un 22,3% tenia menys de 18 anys, un 7% entre 18 i 24, un 29,6% entre 25 i 44, un 25,8% de 45 a 60 i un 15,3% 65 anys o més.
L'edat mediana era de 40 anys. Per cada 100 dones de 18 o més anys hi havia 92,1 homes.
La renda mediana per habitatge era de 44.904$ i la renda mediana per família de 50.927$. Els homes tenien una renda mediana de 32.727$ mentre que les dones 23.882$. La renda per capita de la població era de 19.967$. Entorn de l'1,3% de les famílies i el 3,5% de la població estaven per davall del llindar de pobresa.